# Sisa Agi
Sisa Agi, artiestennaam van Agnes Nagi, ook wel mama Agi (1962 – Para, 11 augustus 2020), was een Surinaams kaseko- en kawinazangeres. Een van haar grootste hits was Faluma uit 1994.

## Biografie
Agi begon als zangeres in het dansgenre aleke. Haar bekendheid steeg vanaf 1994 als zangeres van de kawinagroep Ai Sa Si. Hierin zong zij hits als Ba pinda, Faluma en Teke doi. Haar werk bij deze groep werd bekroond met goud. Het lied Faluma werd opgenomen door Alison Hinds van de Barbadiaanse band Square One.
Begin november 2019 raakte ze na een hersenbloeding aan een zijde verlamd en werd ze opgenomen in het zorgcentrum Libi Makandra in Lelydorp. Bij de Wakapasi werd in januari 2020 het benefietevenement Tribute to Sisa Agi gehouden voor de bekostiging van haar ziekbed. Negen maanden later, op 11 augustus 2020, overleed ze op 58-jarige leeftijd. Op 25 augustus werd ze begraven op Sanatan Dharm in Paramaribo.
In 2021 kent Agi postume eer met een plaats op de NAKS Ikonenkalender.